# Liste d'élections en 1811
Chronologie des élections
- 1807
- 1808
- 1809
- 1810
- 1811
- 1812
- 1813
- 1814
- 1815

Cet article recense les élections organisées durant l'année 1811.

Dans les premières années du XIXe siècle, seuls deux pays organisent des élections nationales : le Royaume-Uni et les États-Unis.

## Élections nationales en 1811
| Date                        | État       | Élection ou référendum                    | Contexte | Résultat |
| --------------------------- | ---------- | ----------------------------------------- | -------- | --- |
| 24 avril 1810 - 2 août 1811 | États-Unis | Législatives (chambre (en) et sénat (en)) |          | Le Parti républicain-démocrate (antifédéraliste, républicain (en)), du président James Madison, conserve sa large majorité des sièges dans les deux chambres. |
| janvier - mai               | Chili      | Legislatives (es)                         |          | Cette section est vide, insuffisamment détaillée ou incomplète. Votre aide est la bienvenue ! Comment faire ?                                                 |